# Герб Нолинска
Герб Нолинска — опознавательно-правовой знак, составленный в соответствии с правилами геральдики, символ города Нолинска.

## Описание герба
Описание герба:
В лазоревом поле серебряный летящий лебедь с червлёным клювом, чёрными бровями и лапами.
Может воспроизводиться с дополнительными элементами: вольной частью с гербом Кировской области, примыкающей к геральдически левому верхнему углу, и/или золотой башенной о трёх зубцах короной, имеющей золотой обруч. Изображения герба как в виде одного щита, так и с дополнительными элементами, являются равнозначными, равноценными и равно приемлемыми во всех случаях официального использования.

## История герба

### Герб 1781 года
11 (22) сентября 1780 года именным указом императрицы Екатерины II было образовано Вятское наместничество с центром в городе Хлынове, переименованном в Вятку. В 1781 году правящий должность герольдмейстера, действительный статский советник А. А. Волков представил гербы городов наместничества на Высочайшее утверждение. Исторический герб Нолинска был Высочайше утверждён 28 мая (8 июня) 1781 года императрицей Екатериной II вместе с другими гербами городов Вятского наместничества.

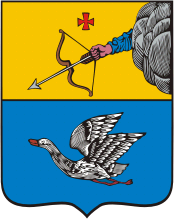
Герб Нолинска
(1781 год)

В верхней части щита герб Вятский, в нижней части «…в голубом поле летящий лебедь, которые птицы не останавливаясь в окрестностях сего города мимо пролетают».

### Проект герба 1859 года
В 1859 году был составлен не утверждённый впоследствии проект герба уездного города Нолинска: «В лазоревом поле на серебряной воде плавающий золотой лебедь с червлёными глазами и клювом. Щит увенчан серебряной башенной короной и окружен золотыми колосьями, соединёнными Александровской лентой».

### Современный герб
13 ноября 2018 года Нолинская городская Дума утвердила действующие герб и флаг Нолинского городского поселения.

## Герб в литературе
Описание основного знака герба как «летящий лебедь, которые птицы не останавливаясь в окрестностях сего города мимо пролетают» неоднократно становилось темой литературных произведений. Наиболее известно стихотворение Овидия Любовикова «Старый герб Нолинска»:

...Но герб потребен!
Не пристало без такового вековать,
Поднимут на смех, если сало
Или бутыль в него вписать.
В какой-то час в далеком небе,
Заслышав шелест сильных крыл,
Художник встрепенулся: Лебедь —
И спешно чистый лист открыл.
Он знал, поди, что эта птица —
И величава, и вольна, —
В округе вовсе не гнездится,
Стремится далее она.
О нем судачили: «С приветом!»
Его корили: «Воспарил!»,
А он, наверно, был поэтом,
Он вольнодумцем, верно, был...